# Liste des partis politiques au Liban
La vie politique au Liban se conçoit avant tout sur un mode communautariste. Ainsi, la quasi-intégralité des partis politiques représentent moins une idéologie qu'un groupe confessionnel, voire des intérêts familiaux, dans un système d'une complexité inouïe. 

## Partis politiques actuellement représentés auParlement libanais

### Alliance du 14 Mars
|  | Parti politique                     | Dirigeant     | Communauté religieuse |
|  | ----------------------------------- | ------------- | --------------------- |
|  | Courant du futur                    | Saad Hariri   | Musulmans sunnites    |
|  | Forces libanaises                   | Samir Geagea  | Chrétiens maronites   |
|  | Phalanges libanaises                | Amine Gemayel | Chrétiens maronites   |
|  | Parti national-libéral              | Dory Chamoun  | Chrétiens maronites   |
|  | Mouvement de la gauche démocratique | Elias Atallah | Laïc                  |

Plusieurs autres partis ont été proches de l'Alliance du 14 Mars, prenant part à certaines de leurs manifestations, sans en faire partie officiellement pour autant .
- Parti social-démocrate Hentchak (Parti arménien)
- Jamaa Islamiya (Islamiste)

### Alliance du 8 Mars
|  | Parti Politique                                 | Dirigeant       | Communauté religieuse | Bloc politique                            |
|  | ----------------------------------------------- | --------------- | --------------------- | ----------------------------------------- |
|  | Amal                                            | Nabih Berri     | Musulmans chiites     | Bloc de la libération et du développement |
|  | Hezbollah                                       | Naïm Qassem     | Musulmans chiites     | Bloc de la fidélité à la Résistance       |
|  | Parti social nationaliste syrien                | Assaad Hardan   | Laïc                  |                                           |
|  | Courant patriotique libre                       | Michel Aoun     | Chrétiens maronites   | Bloc du changement et de la réforme       |
|  | Parti démocratique libanais                     | Talal Arslane   | Druzes                | Bloc du changement et de la réforme       |
|  | Mouvement Marada                                | Sleiman Frangié | Chrétiens maronites   | Bloc du changement et de la réforme       |
|  | Fédération révolutionnaire arménienne (Tashnag) |                 | Arméniens             | Bloc du changement et de la réforme       |

Plusieurs autres partis ont été proches de l'Alliance du 8 Mars, sans en faire partie officiellement comme: 
- Section libanaise du Parti Baas (Assem Qanso)

### Non aligné
- Parti socialiste progressiste (Walid Joumblatt), membre de l'Internationale socialiste (principalement druze) [3]

L'Internationale libérale et l'Union démocrate internationale ne sont pas actuellement représentées au Liban.

## Autres partis politiques actuels
- Citoyens et Citoyennes dans un État
- Syriac Union Party
- Ahbach (Houssam Qaraqirah)
- Mouvement du peuple (Najah Wakim)
- Najjadeh
- Parti communiste libanais
- Parti Vert Libanais
- Le Front de la Liberté (Fouad Abou Nader)
- Courant républicain civique
- Mouvement de l'Indépendance "Harakat Al-Istiklal - Michel René Moawad (Michel Moawad, fils de René Moawad)
- Mouvement du renouveau démocratique (Camille Ziadé)
- Bloc National Libanais " Ketle Watanie" (indépendant, actuel secrétaire-général : Michel Helou)

## À classer
- Bloc national (Raymond Eddé)
- Gardiens des Cèdres
- Loubnanouna
- Al-Mourabitoun (Ibrahim Qoleilat)
- No Frontiers
- Union chrétienne démocrate libanaise (UCDL), membre de l'Internationale démocrate centriste